# ジョン・フィッツロイ (第9代グラフトン公爵)
第9代グラフトン公爵ジョン・チャールズ・ウィリアム・フィッツロイ（英語: John Charles William FitzRoy, 9th Duke of Grafton、1914年8月1日 – 1936年8月4日）は、イギリスの貴族。

## 生涯
イプスウィッチ子爵ウィリアム・ヘンリー・アルフレッド・フィッツロイ（William Henry Alfred Fitzroy, Viscount Ipswich、1884年7月24日 – 1918年4月23日、第8代グラフトン公爵アルフレッド・ウィリアム・メイトランド・フィッツロイの息子）と妻オリオル・マーガレッタ（Auriol Margarett、旧姓ブローム（Brougham）、1938年2月7日没、ジェームズ・ブロームの娘）の息子として、1914年8月1日に生まれた。ケンブリッジ大学トリニティ・カレッジで教育を受け、B.A.の学位を修得した。
1930年1月10日に祖父が死去すると、グラフトン公爵位を継承した。
自動車競技選手であり、1936年のリメリック・グランプリ（1936年8月4日）に出走したが、公爵のブガッティが門柱にぶかって着火、公爵は死亡した。生涯未婚であり、グラフトン公爵位は祖父の弟の息子にあたるチャールズ・アルフレッド・ユーストン・フィッツロイが継承、従属爵位のアーリントン伯爵位とアーリントン男爵位は妹ジェーン（1916年4月27日 – 1995年）とメアリー・ローズ（1918年9月7日 – 2010年）の間で停止となった。このうち、アーリントン男爵位は1999年5月に停止状態が解消され、ジェーンの娘ジェニファー・ジェーン・フォーウッドが継承した。